# École nationale de la statistique et de l'administration économique
Ne doit pas être confondu avec École nationale supérieure de l'aéronautique et de l'espace.
L'École nationale de la statistique et de l'administration économique de Paris (abrégé en ENSAE Paris) est l'une des 204 écoles d'ingénieurs françaises accréditées au 1er septembre 2020 à délivrer un diplôme d'ingénieur et est un « établissement-composante » de l'Institut polytechnique de Paris, établissement public qui regroupe l’École polytechnique, l’ENSTA Paris, l’ENSAE Paris, l’École nationale des ponts et chaussées (ENPC), Télécom Paris et Télécom SudParis, écoles de l’IMT.
L'ENSAE Paris est spécialisée dans les mathématiques appliquées, la statistique, la science des données, l'économie, l'actuariat, la gestion des risques et la finance. Elle est l'une des grandes écoles d'application de l'École polytechnique. Elle délivre environ 150 diplômes d'ingénieurs par an et propose une offre de mastères spécialisés dans ces mêmes domaines. Elle contribue par ailleurs aux formations en masters, PhD Track et doctorat de l'Institut polytechnique de Paris.
Reconnue en France pour l’exigence de sa formation, et sous tutelle directe du ministère de l'Économie, l’ENSAE Paris a pour mission de former les ingénieurs du tertiaire (actuaires, ingénieurs financiers, statisticiens) et les cadres de l’administration économique du pays (INSEE, Banque de France, direction générale du Trésor).

## Histoire
L'ENSAE fut créée par le contrôleur général René Carmille, sous le régime de Vichy, comme « École d'application du Service national des statistiques », par l'arrêté du 23 octobre 1942.
L’établissement prend le nom d’« École d’application de l’Insee » en 1946, à la création de l’Institut.
L’école ouvrait sur deux types de carrières : administrateur et attaché. Les premières promotions comprenaient cinq ou six élèves administrateurs et cinq ou six élèves attachés.
Le décret du 2 novembre 1960 change le nom de l'école en « École nationale de la statistique et de l’administration économique ». Les promotions deviennent plus importantes, et la formation s’ouvre aux anciens élèves des facultés de droit et de sciences économiques. Le décret du 15 avril 1971 clarifie la position de l’école dans le champ académique, en la caractérisant clairement comme une grande école. L’ENSAE emménage en 1975 dans des locaux à Malakoff dans les Hauts-de-Seine.
Dans les années 1980, un système de bourse est mis en place pour soutenir les études doctorales. Un laboratoire de recherche, le CREST (Centre de recherche en économie et statistique), est créé en 1988.
En 1991, l’ENSAE Paris s’associe à onze autres écoles franciliennes pour fonder ParisTech, dénomination qui sera dès lors accolée à son nom, un établissement de coopération scientifique garant de l’excellence de ses écoles adhérentes (AgroParisTech, Arts et Métiers ParisTech, Chimie ParisTech, École des Ponts ParisTech, École polytechnique, ENSTA ParisTech, ESPCI ParisTech, HEC Paris, Institut d'optique Graduate School, MINES ParisTech, Télécom ParisTech).
En 1994, la Division des cadres de gestion statistique et des attachés, qui formait les attachés de l’Insee, devient une école à part entière, l’ENSAI, qui est délocalisée à Bruz, près de Rennes. L’ENSAE continue, quant à elle, de
former les administrateurs de l’Insee, qui représentent environ 15 % de chaque promotion sortante.
À la fin des années 2000, les acteurs publics décident de développer un cluster scientifique et technologique de rang mondial sur plateau de Saclay. Dès lors, le futur de l’école s’inscrit dans le cadre de ce territoire : l’ENSAE Paris est ainsi membre fondateur de la COMUE Université Paris-Saclay. L’école et son centre de recherche ont emménagé en septembre 2017 dans un nouveau bâtiment construit sur le plateau de Saclay. Au sein de la future université Paris-Saclay, l’ENSAE a vocation à jouer, aux côtés de ses partenaires, un rôle pivot dans la structuration du domaine « économie, statistique et sciences sociales ». Elle bénéficiera ainsi des atouts de ce campus : un vivier d’étudiants français et étrangers, une interdisciplinarité permettant de couvrir tous les domaines d’application de l’économie, de la statistique, de la Data science et des sciences sociales, ainsi que des liens étroits avec tous les acteurs de la vie économique.
Engagée dans le projet IP Paris (Institut polytechnique de Paris), l'ENSAE décide, à l'instar de l'ENSTA Paris et Télécom Paris, de quitter le groupement ParisTech en juin 2019.
Enfin en 2019, la commission des titres d'ingénieur (CTI) a renouvelé pour une durée de cinq ans – soit la durée maximale autorisée – l’habilitation de l’ENSAE Paris à délivrer le diplôme d’ingénieur.

## Statut
Placée sous la tutelle du ministère de l'Économie, l’ENSAE Paris est membre fondateur de l'Institut polytechnique de Paris et fait partie du Groupe des Écoles nationales d'économie et statistique (GENES) , établissement public à caractère scientifique, culturel et professionnel (EPCSCP).
Elle est par ailleurs habilitée par la CTI à délivrer le diplôme d’ingénieur qui confère le grade de master.

## Formation
Depuis sa création, l’ENSAE Paris a diplômé plus de 7 500 statisticiens économistes.

### Cursus ingénieur
La scolarité dure trois ans. Chaque année est organisée en semestres.
La première année a pour objectif de rendre homogènes les connaissances d'élèves venus d'horizons différents, et d'introduire les matières fondamentales de l'école : microéconomie et macroéconomie, probabilités et statistiques. Chaque élève, quel que soit le concours dont il est issu, pourra ensuite accéder à chacune des voies de spécialisation de l’ENSAE Paris. L'année se conclut par un stage d'ouverture au monde professionnel dans une entreprise, un organisme administratif ou une organisation humanitaire.
La deuxième année est une année importante du cursus. Le tronc commun correspond aux enseignements fondamentaux de statistique, d'économétrie, de microéconomie et de macroéconomie, qui constituent le socle de la formation de statisticien économiste. Cette deuxième année est aussi celle où les élèves mûrissent leur projet académique et professionnel en se confrontant aux différents cours d'approfondissements et d'ouverture qui leur sont proposés. Elle se conclut par un stage d'application d'une durée de 10 à 16 semaines. La possibilité est donnée aux élèves qui le souhaitent d'effectuer un stage « long ».
La troisième année est l'année de spécialisation. Les élèves choisissent une voie de spécialisation parmi les suivantes :
- Actuariat
- Data science & business decision
- Data science et sciences sociales
- Data science, statistique et apprentissage
- Finance et gestion des risques
- Economic policies & dynamics

Cette année de spécialisation allie cours théoriques, séminaires et projets, dispensés par des praticiens et des chercheurs. Les élèves peuvent également suivre en parallèle de leur troisième année l'un des masters recherche des partenaires de l’ENSAE Paris. Les élèves les plus avancés dans leur projet de recherche peuvent bénéficier d'aménagements de scolarité dans le cadre de l'option Formation par la recherche.
Le cursus s'achève par un stage de fin d'études de 14 à 26 semaines.

### Mastères Spécialisés
L’ENSAE Paris propose également quatre mastères spécialisés(diplômes habilités par la CGE, Conférence des Grandes Écoles) dans les disciplines suivantes :
- Data Science[31]
- Actuariat
- Finance de marché et gestion des risques
- Méthodes quantitatives pour la décision économique et financière (anciennement « MS Économie appliquée »)

Ces mastères spécialisés offrent de nombreux débouchés professionnels dans des carrières variées.
Le mastère spécialisé peut être suivi soit directement dans la continuité d'une formation initiale, soit après un passage en entreprise. Il peut être aussi effectué en alternance.
Pour être admis les candidats doivent être titulaires d'un diplôme de niveau M2 ou d'un diplôme de grande école, et justifier d'un niveau suffisant pour aborder les disciplines enseignées (économie, mathématiques, statistique, finance...).
La scolarité du mastère spécialisé se conclut par un stage de 4 à 6 mois.

### Formation continue
La formation continue est dispensée par le Centre d'étude des programmes économiques (CEPE), partenaire de l’ENSAE Paris et filiale du GENES.
Par le biais du CEPE, il est possible d'accéder à un vaste catalogue de formations adaptées aux besoins professionnels des salariés et conçues, pour la plupart, de façon originale, notamment avec des enseignants qui interviennent également à l'ENSAE Paris. Il est aussi possible de suivre des cours et séminaires de l’ENSAE Paris en tant qu'auditeur libre.

## Classements
Classements nationaux (classée en tant qu'ENSAE Paris au titre de son diplôme d'ingénieur)
| Nom                | Année | Rang |
| ------------------ | ----- | ---- |
| DAUR Rankings      | 2023  | 7 =  |
| L’Étudiant         | 2023  | 10   |
| L’Usine Nouvelle   | 2021  | 19   |
| Le Figaro Étudiant | 2023  | 7    |

Classements internationaux (classée en tant qu'Institut Polytechnique de Paris)
| Nom                    | Année     | Rang (monde) | Rang (France) |
| ---------------------- | --------- | ------------ | ------------- |
| CWUR                   | 2022-2023 | 43           | 5             |
| QS Top Universities    | 2023      | 48           | 2             |
| Shanghai Ranking       | 2022      | 301-400      | 13-16         |
| Times Higher Education | 2022      | 91           | 3             |

## Recherche
La recherche de l’ENSAE Paris s'effectue au sein du CREST, centre de recherche en économie et statistique. Ce dernier est classé 2e dans le rapport de mars 2010 de la Direction générale de la recherche et de l'innovation sur la publication d'articles de recherche en économie en France. Il est l'un des trois plus importants centres de recherches français en économie, en statistique et en finance.
Ses grands domaines de recherche sont :
- la modélisation des phénomènes économiques et sociaux
- la conception et la mise en œuvre des méthodes statistiques.

Les spécialisations des laboratoires du CREST sont les suivants : 
- Économie
- Statistique
- Sociologie quantitative
- Finance et assurance

L'activité de recherche du CREST est abondante, aussi bien sur le plan théorique que sur le plan appliqué. Elle permet une présence importante dans les grandes revues internationales, dans les séminaires, dans les congrès français ou étrangers. Cette activité de recherche est fédérée au sein d'une équipe CNRS.

## Formations partenaires en France et à l'étranger

### En France

#### Avec les grandes écoles d’ingénieurs et de commerce
À l'origine école de fonctionnaires et école d'application de l'École polytechnique, l’ENSAE Paris a progressivement ouvert, compte tenu de la forte demande, des places à des élèves non fonctionnaires, qui sont maintenant les plus nombreux.
Au cours des années, l’ENSAE Paris a tissé des partenariats privilégiés avec certaines écoles, en particulier les écoles de commerce HEC, l’ESSEC et l'ESCP avec lesquelles sont formalisés des accords de doubles diplômes, ainsi qu’avec l'Ecole normale supérieure Paris-Saclay et Sciences Po. Des accords de doubles diplômes fonctionnent aussi avec des écoles d'ingénieurs comme l'École des Mines de Saint-Étienne et CentraleSupélec, et des universités étrangères partenaires (MIT, UC Berkeley, Université de Tokyo, etc.).

Des collaborations fortes sont tissées avec l'X et HEC Paris, du fait de leur installation avec l’ENSAE Paris sur le plateau de Saclay en 2016 [réf. nécessaire], avec en particulier l’obtention d’un « laboratoire d’excellence » (LABEX).

#### Avec les universités
L’ENSAE Paris entretient des relations fructueuses avec le monde universitaire. Dans chacune de ses disciplines, elle a noué, au niveau de la deuxième année de master (M2), des relations avec des formations universitaires reconnues pour leur excellence, comme : Paris Dauphine, Paris School of Economics (PSE), Paris Diderot…
Les relations de l’École avec ces établissements sont formalisées par des conventions, qui décrivent les conditions d’admission des élèves de l’ENSAE Paris dans le master. Elles définissent la liste des cours de l’ENSAE Paris qui peuvent être validés pour l’obtention du master.
Certains partenariats, particulièrement étroits, se traduisent par une co-habilitation impliquant directement l’ENSAE Paris dans les orientations scientifiques et pédagogiques de ces formations, en collaboration étroite avec l’université qui les délivre.

### À l'étranger
Dans le cadre des partenariats organisés par l’ENSAE Paris avec d'autres écoles de renom, un grand nombre d'étudiants effectuent leur troisième année dans des universités étrangères spécialisées en mathématiques financières, statistiques, économie et finance : UC Berkeley, Harvard, MIT, Columbia, Oxford, Cambridge, LSE, Humboldt à Berlin etc.

## Anciens élèves
L'école a participé à la formation de nombreuses personnalités du monde politique et économique. La plupart se retrouvent au sein de l'Association des anciens de l'ENSAE. L'association édite une revue en ligne, Variances, publiant des articles sur des sujets en lien avec la statistique, l'économie, etc.
Dans les listes qui suivent, il est précisé si ces anciens élèves venaient de l'École polytechnique (X) ou de l'École normale supérieure (ENS).

### Enseignants et universitaires
- Michel Aglietta (1964), X, économiste
- Karol Beffa (1995), ENS, compositeur, pianiste
- Alain Bensoussan (1965), X, membre de l'Académie des sciences, ancien président du CNES et du conseil de l'Agence spatiale européenne
- Frédéric Boccara (1964), économiste
- Yoland Bresson (1964), économiste
- Gilbert Cette (1980), économiste
- Denis Chemillier-Gendreau (1965), économiste
- Jean-Marc Daniel (1979), X, professeur à l'ESCP Europe
- Jacques Delpla (1992), ENS, professeur à la Toulouse School of Economics
- Alain Desrosières (1965), X, historien de la statistique et sociologue
- Gaël Giraud (1992), ENS, économiste
- Franck Goddio, archéologue
- Jacques Mairesse, X, économiste, directeur de l'école (1980-1990)
- Maryse Marpsat (1981), ENS, sociologue
- Olivier Martin (1990), sociologue et statisticien
- Michel Husson (1974), économiste
- Jean-Jacques Laffont (1970), économiste
- Jean-François Laslier (1984), économiste
- Fabien Lévy (1992), compositeur, ancien professeur de composition à l'université Columbia, professeur de composition au conservatoire supérieur de théâtre et musique de Leipzig
- Edmond Malinvaud (1946), X, économiste
- Hélène Rey (1994), professeur à la London Business School
- Bernard Salanié (1986), X, économiste, professeur à l'École polytechnique, à l'ENSAE et à l'université Columbia
- Michel Volle (1965), X, économiste

### Hommes politiques et hauts fonctionnaires
- Gérard Araud (1978), X, ambassadeur
- Guy Abeille (1974), conseiller économique
- Hamza Ben Driss Ottmani (1973), économiste, haut fonctionnaire marocain
- Karine Berger (1998), X, députée à l'Assemblée nationale française.
- François Bourguignon (1968), économiste en chef de la Banque mondiale de 2003 à 2007
- Jacques Bravo (1968), homme politique français
- Bernard Brunhes, (1963), X, haut fonctionnaire français
- Paul Champsaur (1968), X, président de l'Autorité de régulation des communications électroniques et des postes
- Jean-Michel Charpin (1973), X, économiste, ancien directeur général de l'Insee
- Benoît Cœuré (1992), X, membre du Directoire de la Banque centrale européenne
- Zana Ousmane Dao (CESD 1962), économiste, haut fonctionnaire malien
- Jacques Darmon (1963), X, haut fonctionnaire français
- Michèle Debonneuil (1973), économiste, haute fonctionnaire française
- Sérigne Lamine Diop (CESD 1962), homme politique sénégalais
- Bruno Durieux (1969), X, ancien ministre de la Santé
- Yves Franchet (1964), X, ancien directeur général d'Eurostat
- Frédéric Gilli (1999), haut fonctionnaire
- Philippe Herzog (1964), X, ancien député européen (auteur du Livre blanc sur les services d'intérêt général)
- Fabrice Lenglart, X, économiste, directeur général de l'Insee
- Gata Ngoulou (CESD 1976), homme politique tchadien
- Robert Rochefort (1979), député européen, ancien directeur du CREDOC
- Christian Sautter (1965), X, ancien ministre des Finances
- Jean-Luc Tavernier (1985), X, économiste, directeur général de l'Insee
- Claude Thélot (1970), X, haut fonctionnaire français
- Claire Waysand (1993), X, haute fonctionnaire française
- Slim Chaker (CESD 1986), homme politique tunisien
- Roland Lescure (1992), X, député à l'Assemblée nationale (1re circonscription des Français à l'étranger)

### Dirigeants d'entreprises
Finance, assurance, conseil :
- Patrick Artus (1975), X, chef économiste de Natixis
- Maya Atig (1996), DG de la Fédération bancaire française
- Patrick Behar (1991), directeur du pôle européen médias de Bain & Company
- Philippe Brassac (1981), PDG du Crédit agricole
- Éric Chaney (1988), chef économiste d'AXA
- Matthieu Courtecuisse (1995), PDG et fondateur de Sia Partners
- Renaud Dumora (1991), X, DG de BNP Paribas Cardif
- François-Marc Durand (1982), président de Lazard Frères Gestion
- Pascal Exertier (1986), DG de Azqore (filiale Indosuez et Capgemini)
- Michel Frédeau (1982), ex-directeur du Boston Consulting Group France
- Jean-Laurent Granier (1990), X, PDG de Generali France
- Isabelle Hébert (1997), DG du Groupe MGEN
- Olivier Klein (1980), PDG de la BRED Banque populaire
- Didier Negiar (1978), directeur du pôle finance-assurance de McKinsey & Company
- Philippe Perret (1986), DG de Société générale assurances
- Thomas Saunier (1993), X, DG de Malakoff Médéric
- Nicolas Schimel (1989), X, ex-DG d'Aviva
- Nicolas Sireyjol (1981), président d'American Express France
- Ludovic Subran (2002), chef économiste de Allianz
- Jean-Marc Vilon (1986), PDG de Crédit Logement
- Jean-Pierre Wiedmer (1984), X, président de Mercer France

Industries :
- Philippe Delmas (1972), homme d'affaires, ex-vice-président d'Airbus
- Frédéric Gagey (1982), X, ex-PDG d'Air France
- Helle Kristoffersen (1989), directrice de la stratégie et de l'intelligence économique de Total
- Gilles Michel (1979), X, PDG d'Imerys
- Cheikh Tidiane Mbaye (1981), PDG de Sonatel

Médias :
- Jacqueline Aglietta (1965), PDG et fondatrice de Médiamétrie
- Ara Aprikian (1990), directeur des programmes du Groupe TF1
- Michèle Benbunan (1985), PDG d'Editis

## Pour approfondir